# Заллет, Альфред фон
Альфред Фридрих Константин фон Заллет (нем. Alfred Friedrich Constantin von Sallet, 19 июля 1842, Рейхау при Нимпче — 25 ноября 1897, Берлин) — немецкий историк, археолог, нумизмат и коллекционер произведений искусства. Сын немецкого поэта Фридриха фон Заллета.

## Биография
После смерти отца, умершего в 1843 году, воспитывался матерью, а затем и отчимом (мать второй раз вышла замуж в 1849 году). Учился в гимназии в Бреслау, а затем в Гёрлице, где увлёкся коллекционированием монет. В 1862 году окончил Берлинский университет, где учился у Теодора Моммзена, изучал археологию и историю.
В январе 1870 года назначен помощником директора Монетного кабинета, а в 1884 году — директором, сменив на этом посту Юлия Фридлендера. С 1873 года — издатель журнала «Zeitschrift für Numismatik».
В 1897 году награждён медалью британского Королевского нумизматического общества.

## Избранная библиография
- Die Daten der alexandrinischen Kaisermünzen. — Berlin, 1871;
- Geschichte des Königlichen Münzkabinetts zu Berlin/Mitautor J.Friedlaender. — Berlin, 1873; Auflage, Berlin und Leipzig, 1877;
- Die Medaillen Albrecht Dürers. — Berlin, 1875;
- Die Münzen Caesars mit seinem Bildniβ. — Berlin, 1877;
- Die Nachfolger Alexanders des Groβen in Baktrien und Indien. — Berlin, 1881;
- Königliche Museen zu Berlin. Beschreibung der antiken Münzen. Bd. 1-3. — Berlin, 1888—1894;
- Münzen und Medaillen. — Berlin, 1898 (Handbücher der Kgl. Museen zu Berlin).